# Дървесни бодливи свинчета
Дървесните бодливи свинчета (Erethizontidae) са семейство дървесни едри американски гризачи, включващо 18 вида. На външен вид наподобяват на Бодливите свинчета от Стария свят, но приликите по-между им не се дължат на родство, а са в резултат на конвергентна еволюция.

## Описание
Представителите на семейството са сравнително едри. Най-дребният представител е с дължина на тялото около 30 cm и тегло от 900 g, а най-едрият вид е северноамериканското горско бодливо свинче достигащо дължина от 86 cm и тегло до 18 kg. Тялото е покрито от гъста космена покривка, която в областта на опашката преминава в недълги бодли с дължина 2,5 — 11 cm. При някои видове опашката е пригодена за захващане и е дълга до 45 cm. Ноктите са дълги и остри. Зъбната формула е {\displaystyle {\tfrac {3.0.1.3}{3.0.1.3}}}.

## Разпространение
Повечето от представителите на семейството са разпространени от северната част на Аржентина до южните части на Мексико. Най-едрият от представителите - северноамериканското горско бодливо свинче е и същевременно най-едрият от представителите като обитава гористи райони на САЩ и Канада.
В Южна Америка представителите еволюират през олигоцен, а през плиоцен в резултат на Големия американски обмен на видове преминават и в Северна Америка. Северноамериканското горско бодливо свинче е най-едрият съвременен вид с произход от Южна Америка възникнал в резултат на обмена.

## Начин на живот
Представителите са горски обитатели приспособени за дървесен начин на живот. Живеят по дърветата, в дупки и хралупи, други са наземни видове, които копаят в земята, а трети предпочитат скални цепнатини. Всички са умели катерачи. Активни са нощем. Живеят поединично или на двойки.
Храната им е основно растителна – от кора на дървета до техните плодове.
Дървесните бодливи свинчета са плячка на различни хищници – лисици, койоти, вълци, мечки, рисове. Най-големите им врагове обаче са по-дребни хищници като златки, хермелини, росомахи, невестулки. При нападение бодливите свинчета се защитават с опашката си като използват естествената си бодли.

## Размножаване
Раждат по едно, рядко две малки след бременност продължаваща в зависимост от вида до 210 дни. Младите се раждат напълно развити, с отворени очи, и са в състояние да се катерят по дърветата в рамките на няколко дни след раждането.

## Класификация
- Семейство Erethizontidae
  - Подсемейство Chaetomyinae
    - Род Chaetomys
      - Chaetomys subspinosus

  - Подсемейство Erethizontinae
    - Род Coendou
      - Coendou bicolor
      - Coendou quichua
      - Coendou nycthemera
      - Coendou prehensilis
      - Coendou rothschildi
      - Coendou rufescens – Късоопашато бодливо свинче
      - Coendou sanctemartae

    - Род Erethizon
      - Erethizon dorsatum – Северноамериканско горско бодливо свинче

    - Род Sphiggurus
      - Sphiggurus ichillus
      - Sphiggurus insidiosus
      - Sphiggurus melanurus
      - Sphiggurus mexicanus – Мексиканско дървесно бодливо свинче
      - Sphiggurus pruinosus
      - Sphiggurus roosmalenorum
      - Sphiggurus spinosus – Обикновено дървесно бодливо свинче
      - Sphiggurus vestitus
      - Sphiggurus villosus